# Миндубаев, Файзел-Кутдус
Файзел-Кутдус Миндубаев вариант написания имени Файзулла Кутдус (1869—?) — указный мулла, депутат Государственной думы I созыва от Казанской губернии.

## Биография
Татарин по национальности. По происхождению из крестьян деревни Туркаяс Альской волости Казанского уезда Казанской губернии. Указный мулла в Тетюшском уезде Казанской губернии. Землепашец. Кандидат от мусульман. Прогрессист.
15 апреля 1906 избран в Государственную думу I созыва от общего состава выборщиков Казанского губернского избирательного собрания. Член Мусульманской фракции. По мнению современных историков слабое знание русского языка мешало участию в работе Думы. Вскоре после роспуска Перавой Думы вернулся на родину.
Дальнейшая судьба и дата смерти неизвестны.